# Terataner
Terataner es un género de hormigas perteneciente a la familia Formicidae, categorizado en la tribu Crematogastrini. Fue descrito por Carlo Emery en 1912.

## Especies
- Terataner alluaudi (Emery, 1895)
- Terataner balrog (Hita, 2017)
- Terataner bottegoi (Emery, 1896)
- Terataner elegans Bernard, 1953
- Terataner foreli (Emery, 1899)
- Terataner luteus (Emery, 1899)
- Terataner piceus Menozzi, 1942
- Terataner rufipes Emery, 1912
- Terataner scotti (Forel, 1912)
- Terataner steinheili (Forel, 1895)
- Terataner transvaalensis Arnold, 1952
- Terataner velatus Bolton, 1981
- Terataner xaltus Bolton, 1981